# Клейн, Якоб Теодор
Якоб Теодор Клейн (нем. Jacob Theodor Klein; 1685—1759) — германский ботаник, современник и противник Карла Линнея.
Член Лондонского королевского общества (1729), иностранный почётный член Петербургской академии наук (1755).

## Биография
Изучал сначала юриспруденцию, объехал Германию, Англию, Голландию и Тироль, в 1712 году переселился в Данциг (сейчас — польский Гданьск), откуда предпринял путешествие в Швецию, в 1713 году избран секретарём города Данцига, но продолжал заниматься естествознанием до самой смерти. В 1718 году он основал в Данциге ботанический сад и начал весьма успешно собирать естественноисторический кабинет, принимал участие в основании Данцигского общества естествоиспытателей и был его секретарём и председателем.
Кроме работ по ботанике и статей в журналах, он напечатал ряд отдельных работ по различным отраслям зоологии и дал систему животного царства. Не признавая естественной близости различных групп животных, отвергал применение к классификации анатомических признаков, и его система отличается крайней искусственностью (основана на присутствии и отсутствии конечностей, их числе и форме).
Клейн весьма враждебно относился к системе Линнея и написал против неё работу Summa dubiorum circa classes quadrupedum et amphibiorum in C. Linnei systemate naturae (Данциг, 1743).
Карл Линней назвал в его честь род Kleinia из семейства астровых (Asteraceae).